# Бураков, Олег Фёдорович
Олег Фёдорович Бураков (14.01.1925 — ?) — советский инженер-конструктор, начальник ЦКБ объединения «Ленинец» (1980—1985), лауреат Государственной премии СССР (1982).
Родился 14.01.1925 в Ташкенте.
С 1941 г. работал на авиационном заводе № 84 (Ташкент), затем на ленинградском заводе «Электросила».
В 1949—1972 на заводе «Радиоприбор», сначала — регулировщик аппаратуры, после окончания вечернего отделения Ленинградского института авиационного приборостроения (ныне - ГУАП) (1962) — на руководящих должностях, с 1969 главный инженер.
В 1972—1974 первый заместитель главного инженера Ленинградского производственно-технологического объединения «Новатор». В 1974—1976 директор производства НПО «Ленинец». В 1976—1980 главный инженер Гатчинского опытного завода объединения «Ленинец». В 1980—1985 начальник ЦКБ объединения «Ленинец».
Лауреат Государственной премии СССР 1982 года — за разработку и внедрение прогрессивных технологий. Награждён орденом Ленина.
Сын — Бураков Андрей Олегович (р. 12.04.1953), генеральный директор ОАО "Завод «Радиоприбор».